# حسين غازي السامرائي
حسين غازي حسين آل رحمان هو عالم دين وفقيه عراقي، يشغل حالياً منصب الناطق الرسمي باسم المجمع الفقهي العراقي، من مواليد مدينة سامراء عام 1965م.

## التحصيل العلمي
أكمل دراستَهُ الأولية في أعدادية الدراسات الإسلامية عام 1984، وحصل على شهادة البكلوريوس من جامعة بغداد كلية العلوم الإسلامية في عام 1989، ثم أكمل بعدها دراسة الماجستير في جامعة بغداد، في كلية العلوم الإسلامية في عام 1994، ونال شهادة الدكتوراه في عام 2000م، من نفس الجامعة.

## السيرة الذاتية
تدرج في مهنة التدريس بمرتبة أستاذ مساعد. وكان اختصاصه الدقيق في مادة الفقه المقارن، بعدها شغل منصب أستاذ في جامعة بغداد بكلية العلوم الإسلامية عام 1997، ثم أستاذ في جامعة تكريت بكلية التربية، ثم شغل منصب أستاذ في كلية الإمام الأعظم في الأعظمية وإلى الآن.
- مشرف على مجموعة من طلبة الدراسات العليا.[2]
- مناقشة عشرات البحوث لطلبة الماجستير والدكتوراه.

## من أهم مؤلفاته
1. أحكام السبق والرهان في الفقه الإسلامي.
2. شرائط المعقود عليه في عقد البيع.
3. حكم جمع الصلاة عند الحاجة.
4. أحكام المفارقة في الصلاة.[3]
5. حكم صلاة الوتر وآخر وقت الأداء فيه.
6. الاستشراف ونماذج من تطبيقاته الفقهية.
7. مسائل من أحكام الانتفاع من المسجد وتوابعه.
8. حكم استثمار المال الخيري.
9. تاريخ المدرسة العلمية الحميدية في سامراء.
10. أحكام أمهال المرتدين والزنادقة.

## الوظائف والمناصب
1. عضو الهيئة العليا في المجمع الفقهي العراقي لكبار العلماء للدعوة والافتاء.[4]
2. عضو مجلس الأمناء في الاتحاد العالمي لعلماء المسلمين.[5]
3. عضو المنتدى الاستشاري في مركز الملك عبد الله بن عبد العزيز العالمي للحوار بين أتباع الأديان والثقافات في (النمسا).[6]
4. عضو لجنة السلم والاعتدال في إسطنبول.
5. رئيس مجلس علماء العراق في سامراء.
6. أستاذ جامعي في كلية الامام الاعظم.[7]
7. شغل منصب إمام وخطيب في عدة مساجد بالعراق منذ عام 1986.

## النشاطات
- إلقاء الخطب والمحاضرات في الإعلام المرئي والمسموع.
- المشاركة في مؤتمرات عديدة داخل العراق وخارجه.
- عضو في جمعية إغاثة الأيتام والأرامل.

### المؤتمرات
- مؤتمر الأديان من أجل السلام في عمّان سنة 2003.
- مؤتمر حقوق الإنسان في دهوك سنة 2005.
- مؤتمر في (نظام الأقاليم في العراق، المشروعية والتطبيق) سنة 2012.
- مؤتمر الاستشراف في السنة والسيرة النبوية في بغداد 2012.
- مؤتمر في الندوة العالمية لحقوق الإنسان سنة 2013 في تركيا.
- مؤتمر الاعتدال والوسطية في أربيل 2015.[8]
- مؤتمر القروض المعاصرة حكمها وضوابطها 2016.
- مؤتمر الاتجاهات الفكرية بين حرية التعبير ومحكمات الشريعة،[9] الذي أقامه المجمع الفقهي الإسلامي بمكة المكرمة، التابع لرابطة العالم الإسلامي سنة 2017.
- المشاركة في عدة مؤتمرات مختصة في الحوار والتعايش من عام 2015 حتى عام 2020 في النمسا وإيطاليا.

### المقابلات التلفزيونية والبرامج
- برنامج ورثة الانبياء علة قناة سامراء
- مقابلة الشيخ حسين على قناة NRT
- مقابلة الشيخ حسين على قناة الفلوجة الفضائية
- برنامج فقه الواقع
- برنامج الدين والمجتمع
- برنامج فقه الصيام
- برنامج دقائق دعوية

### الدورات
- دورة في طرائق التدريس سنة 2009 في بغداد.
- دورة في القيادة الإدارية سنة 2010 في كركوك.
- دورة في أسباب الخلاف الفقهي قراءة معاصرة سنة 2013 في بغداد.
- الدورة العلمية الدولية لإعداد الدعاة 2015 في عمّان.[10]
- دورة في المعاملات المالية والمصرفية المعاصرة سنة 2014 في أربيل.
- دورة فقه الهوية سنة 2014 في أربيل.
- دورة في الخرائط الذهنية سنة 2016 في أربيل.
- دورة في المعاملات الإلكترونية المعاصرة سنة 2016.